# MasterChef Česko (7. řada)
Sedmá řada české soutěžní reality show MasterChef Česko začala 30. srpna 2023 a o týden dříve na Voyo. Byla vysílána pouze ve středu od 20.20 na Nově. Již popáté byli členy poroty Radek Kašpárek, Jan Punčochář a Přemek Forejt.
Tato řada začala rovnou s finálovou šestnáctkou, nebyla žádná castingová kola a nebyl žádný návrat do hry.
Finanční odměna pro vítěze se zvýšila z 1 milionu korun na 2,5 milionu korun.

## Finálová TOP 16
| Pořadí | Soutěžící          | Věk | Povolání                  | Bydliště           | Výsledek      |
| ------ | ------------------ | --- | ------------------------- | ------------------ | ------------- |
| 1.     | Jan Albrecht       | 42  | instruktor                | Praha              | Vítěz         |
| 2.     | Tereza Vyhlídalová | 30  | barmanka                  | Praha              | 2. finalistka |
| 3.     | Jakub Menšík       | 33  | seřizovač CNC strojů      | Říčany u Brna      | 3. finalista  |
| 4.     | Petr Slíva         | 27  | bankéř                    | Ostrava            | 13. vyřazený  |
| 5.     | Petra Kamencová    | 43  | žena v domácnosti         | Beroun             | 12. vyřazená  |
| 6.     | Lucia Knihová      | 24  | studentka                 | Kysucké Nové Mesto | 11. vyřazená  |
| 7.     | Adam Rundus        | 26  | produkční                 | Praha              | 10. vyřazený  |
| 8.     | Anna Jarošová      | 22  | zdravotní sestra          | Lubno              | 9. vyřazená   |
| 9.     | Marek Ciler        | 31  | hoteliér                  | Trutnov            | 8. vyřazený   |
| 10.    | Martina Bartoňová  | 43  | žena v domácnosti         | Litoměřice         | 7. vyřazená   |
| 11.    | Žaneta Kavala      | 29  | kosmetička                | Pardubice          | 6. vyřazená   |
| 12.    | Joy Rank           | 34  | návrhářka                 | Veliká Ves         | 5. vyřazená   |
| 13.    | Zdeněk Česák       | 44  | sládek                    | Plánice            | 4. vyřazený   |
| 14.    | Štefan Staník      | 29  | strojní inženýr           | Trenčín            | 3. vyřazený   |
| 15.    | Nikola Němcová     | 32  | vedoucí kavárny           | Olomouc            | 2. vyřazená   |
| 16.    | Lukáš Šiml         | 31  | majitel reklamní agentury | Praha              | 1. vyřazený   |